# Прозоровский, Михаил Фёдорович
Князь Михаил Фёдорович Прозоровский  (ум. 1564) — стольник, голова, воевода и наместник во времена правления Ивана IV Васильевича Грозного.
Представитель княжеского рода Прозоровских. Старший сын князя Фёдора Андреевича Прозоровского. Брат — стольник князь Никита Фёдорович Дурной Прозоровский.
Женат на дочери князя Михаила Михайловича Курбского (ум. 1546) и сестре князя Андрея Михайловича Курбского (1528—1583).

## Биография
В 1551 году голова в Государевом полку, в походе к Полоцку, командовал 177 человек детьми боярскими. В ноябре 1553 года на свадьбе казанского царя Симеона и Марии Андреевны Кутузовой-Клеопиной был десятым в свадебном поезде. В 1554 году местничал с князем И.А. Стригиным-Оболенским. В 1555 году второй воевода в Василь-городе. В 1556—1559 годах упомянут наместником в Рыльске. В 1556-1557 годах второй воевода для вылазок в Казани. В 1557 году второй осадный воевода в Казани. В 1562 году четвёртый воевода в Великих Луках, откуда ходил первым воеводой Большого полка на Великое княжество Литовское. В 1563 году есаул в полоцком походе. В 1563—1564 годах второй воевода в Юрьеве Ливонском при главных воеводах, князе Андреем Михайловиче Курбском и Фёдоре Ивановиче Бутурлине.
В 1564 году князь А. М. Курбский, чтобы избежать казни, бежал из Юрьева Ливонского в польско-литовские владения. Второй воевода Ф. И. Бутурлин немедленно сообщил об этом царю Ивану Грозному и не пострадал, а князь Михаил Фёдорович Прозоровский был казнен за не доносительство. В синодике опальных Ивана Грозного не упомянут.
По родословной росписи показан бездетным.

## Критика
О причинах смерти сообщается в источнике: "Сказания князя Курбского", из его письма царю Ивану Грозному.  Но дата и обстоятельства смерти князя Михаила Фёдоровича вызывают сомнения, так как в родословной книге М.Г. Спиридова показаны его дальнейшие службы — в сентябре 1565 года годовал третьим воеводой в Свияжске. В 1579 году голова ночных сторожей в государевом походе против польского короля.
По не вполне ясным данным М.Ф. Прозоровский был женат на сестре А.М. Курбского или, напротив, приходился ему шуриным.